# Wingfield
Wingfield är en by och en civil parish i Mid Suffolk i Storbritannien. Den ligger i grevskapet Suffolk och riksdelen England, i den sydöstra delen av landet, 130 km nordost om huvudstaden London. Orten har 318 invånare (2001). Den har en kyrka och ett slott.
Kustklimat råder i trakten. Årsmedeltemperaturen i trakten är 9 °C. Den varmaste månaden är juli, då medeltemperaturen är 17 °C, och den kallaste är januari, med 0 °C.